# Хабшуу-Нур
Хабшуу-Нур, также Хабщу-Нур (бур. Хабшуу нуур — тесное озеро) — озеро в центральной части Восточного Саяна в Окинском районе Бурятии.
Название образовано от бурятского хабшуу — «тесный», «узкий», также «ущелье», «теснина» и нуур — «озеро».
Располагается в верховьях долины реки Барун-Хадарус в перевальном провале гребня. Абсолютная отметка уреза воды — 2209 метров. К юго-западу от Хабшуу-Нура расположен одноименный перевал. У южной оконечности озера в районе перемычки расположена осыпь средних размеров, её крутизна не превышает 20°
Имеет грушевидную форму, вытянуто с юго-запада на северо-восток. Площадь озера составляет 0,38 км². В восточной части в озеро впадает разделяющийся дельтой на четыре рукава ручей. Озеро сточное, с северо-востока из него вытекает одна из составляющих реки Барун-Хадарус (Барун-Кадыр-Ос). На юго-востоке водоёма расположен небольшой остров.